# St-Pierre (Beaulieu-sur-Dordogne)

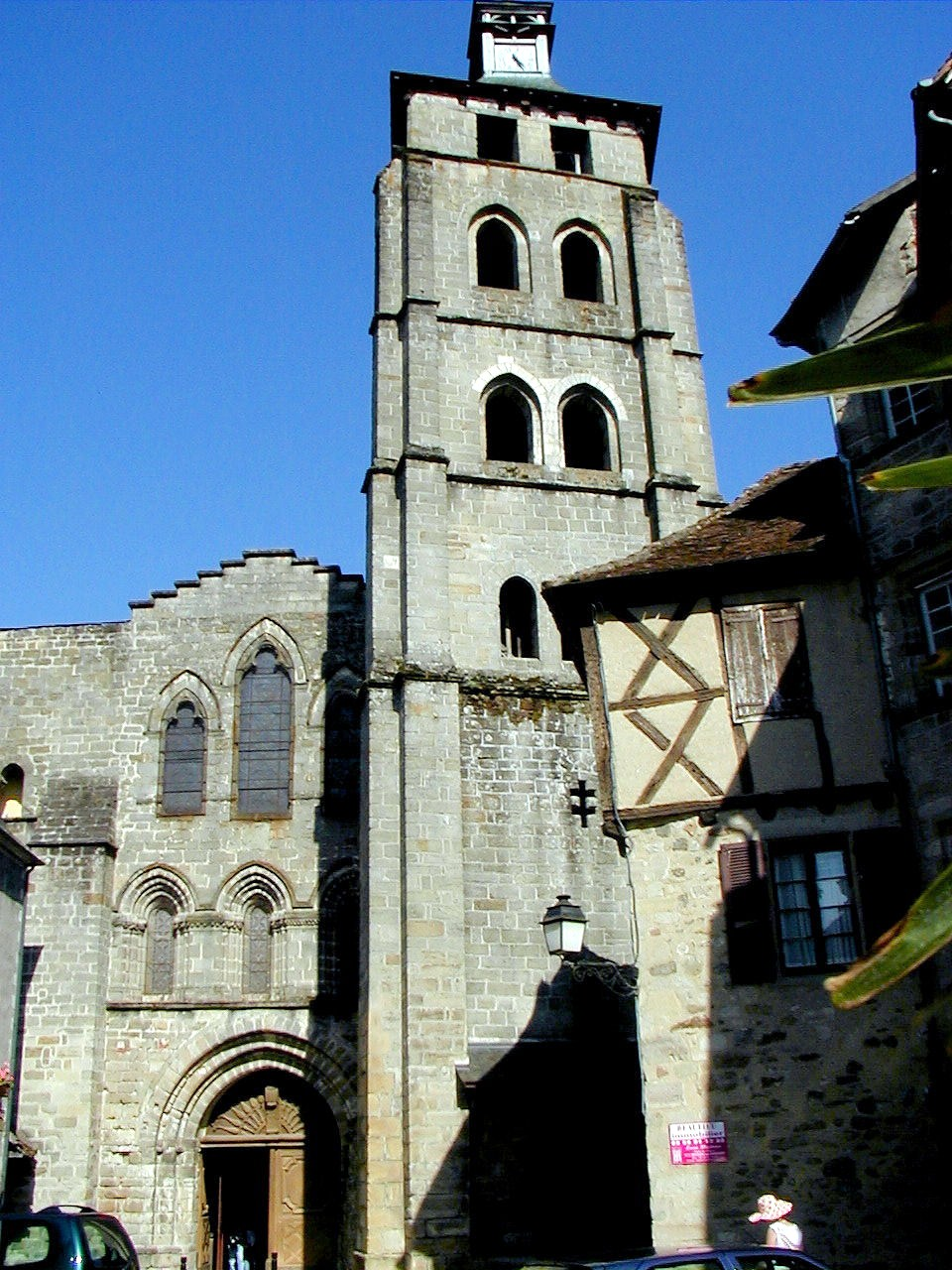
Abteikirche Saint-Pierre, Westfassade

Die ehemalige Abteikirche St-Pierre in Beaulieu-sur-Dordogne mit ihrem romanischen Tympanon gehört zu den eindrucksvollsten mittelalterlichen Sakralbauten im Südwesten Frankreichs.

## Lage
Die Kirche Saint-Pierre steht heute in der Mitte des – im Lauf von Jahrhunderten – um die ehemalige Abtei herum entstandenen Ortes Beaulieu-sur-Dordogne an einem der vielen Nebenwege nördlich des eigentlichen Jakobsweges (Via Podiensis).

## Baugeschichte
Das erste Kloster von Beaulieu wurde bereits im 9. Jahrhundert durch den Erzbischof Raoul von Bourges auf einem von den Vizegrafen von Turenne zur Verfügung gestellten Grundstück gegründet; die Vizegrafen statteten die Abtei in der Folgezeit mit – aus Rom beschafften – Reliquien der hll. Primus und Felicianus und der hl. Felicitas aus. Benediktiner aus der Abtei von Solignac waren die ersten Mönche. Im 11. Jahrhundert gab es permanente Streitigkeiten zwischen der Familie Turenne und den Herren von Castelnau, die zu dieser Zeit den Abt stellten. Infolge der Zwistigkeiten und des damit einhergehenden Niedergangs schloss sich das Kloster gegen Ende des 11. Jahrhunderts der cluniazensischen Reformbewegung an und profitierte in der Folgezeit – obwohl es an keinem der Hauptpilgerwege lag – in hohem Maße von der immer größer werdenden Schar der Pilger nach Santiago de Compostela. Zu Beginn des 12. Jahrhunderts entschloss man sich zum Bau einer neuen Abteikirche, die mit ihrem Umgangschor von vornherein als Pilgerkirche konzipiert war. Das Kirchenbauwerk war in wesentlichen Teilen gegen Ende des Jahrhunderts vollendet, wenngleich auch später noch einzelne Umbauten und Ergänzungen (z. B. am Westturm) vorgenommen wurden.
Im 16. Jahrhundert, zur Zeit der Hugenottenkriege, hatten sich die klösterlichen Sitten bereits stark gelockert, und das Kloster war auch in wirtschaftlicher Hinsicht verwahrlost. Die Abtei schloss sich der Kongregation von St-Maur an. Diese reformierte sie gemäß der Ordensregel von Gebet und Arbeit (ora et labora) und stellten die teilweise zerstörten Gebäude und Einrichtungen wieder her. Im Zuge der Französischen Revolution wurden die Ordensleute vertrieben und das Kloster aufgelöst. Die ehemalige Abteikirche blieb als Pfarrkirche von Beaulieu erhalten.

## Architektur

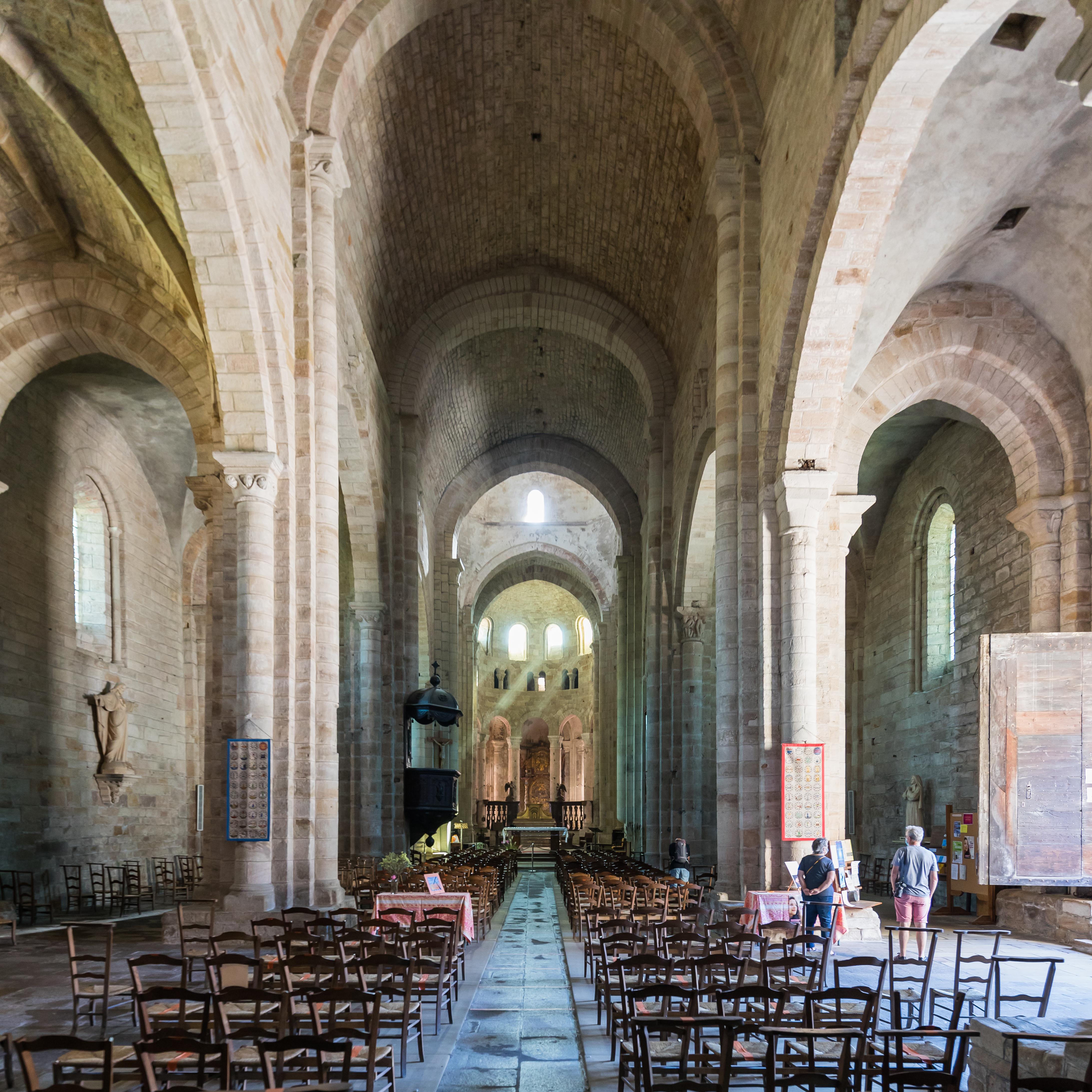
Abteikirche Saint-Pierre in Beaulieu – Kirchenschiff

Bei der zweiten Abteikirche von Beaulieu handelt es sich um eine dreischiffige Basilika mit Querhaus, Chorumgang und Radialkapellen. Auch an der Ostseite des Querhauses wurden Kapellen errichtet, so dass Mönchen und Pilgern – zusätzlich zum Hauptaltar – insgesamt fünf Kapellen mitsamt den dazugehörigen Altären zur Messfeier zur Verfügung standen.

### Kirchenschiff
Die Gewölbe aller drei Schiffe des Langhauses sind in etwa gleich hoch, so dass man auch von einer Hallenkirche sprechen kann. Das Mittelschiff hat ein Tonnengewölbe mit Gurtbögen, die Seitenschiffe haben Kreuzgratgewölbe. Oberhalb der großen Arkadenbögen des Mittelschiffs finden sich jeweils kleine Doppelarkaden, doch von einer Emporenzone oder einem Triforium kann man noch nicht sprechen. Die Vierung ist leicht erhöht und durch kleine Fensteröffnungen belichtet; sie wird von einem Kuppelgewölbe geschlossen. Die hochliegenden Kapitelle zeigen überwiegend vegetabilisches Dekor.

### Westfassade
Wie bei vielen Kirchen im Süden Frankreichs, so legte man auch in Beaulieu keinen großen Wert auf die Gestaltung der Westfassade. Eine dreifach zurückgestufte Portalzone – ohne Tympanon – bildet das Erdgeschoss; darüber finden sich drei gleich große Fenster mit mehrfacher Säuleneinfassung und entsprechenden Archivolten. Die obere Zone wird gebildet von drei großen – in der Höhe gestaffelten – Fenstern, in deren Spitzbögen bereits gotische Maßwerkelemente zu finden sind. Die Fassade schließt oben mit einem Treppengiebel ab, der jedoch erst im 19. Jahrhundert hinzugefügt worden sein dürfte. Insgesamt hinterlässt die Westfassade einen unvollendeten Eindruck.

### Glockenturm
Der in den Ecken durch Strebepfeiler verstärkte, aber maßwerklose Glockenturm (clocher) wurde erst im 14. Jahrhundert – also in der Zeit der Gotik – angefügt, was durch die vielen Spitzbögen deutlich wird. Er wurde im Jahr 1556 erhöht und diente in der Zeit danach als Wach- und Wehrturm.

### Südvorhalle und Tympanon

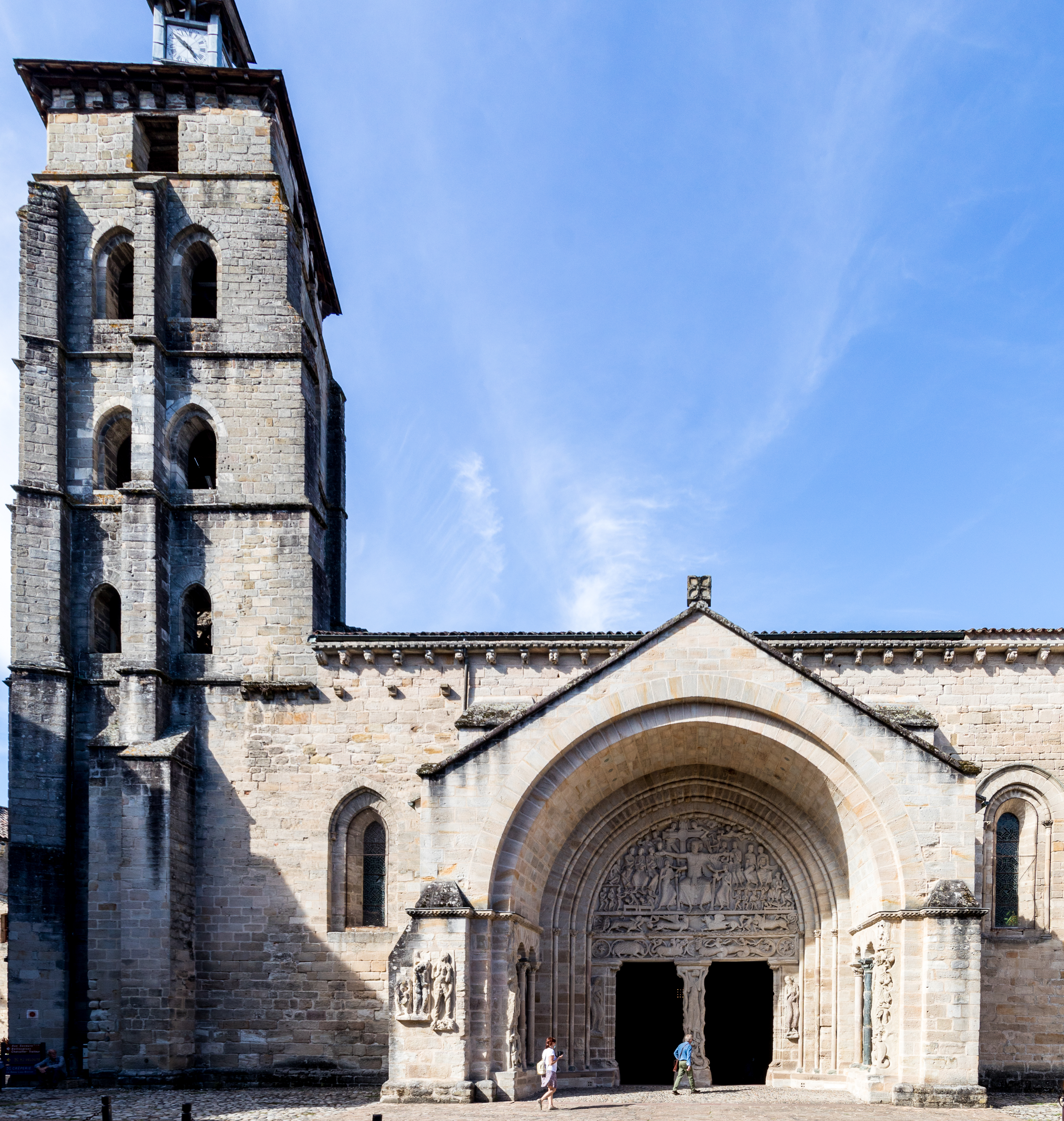
Abteikirche Saint-Pierre in Beaulieu von Süden

Dagegen zeugt die um 1130/40 entstandene Südvorhalle mit ihrem nahezu einzigartigen Figurenprogramm von großer handwerklicher und künstlerischer Meisterschaft der Steinmetze: Das riesige Tympanon (Breite ca. 5,80 m; Höhe ca. 4,30 m) wird in der Mitte von einem Trumeaupfeiler gestützt; an dieser Stelle hätte auch ein Bestiarienpfeiler stehen können, wie in Moissac oder ehemals auch in Souillac. Auch die Rosetten im Türsturz finden sich in Moissac, das gemeinhin nur wenige Jahre früher datiert wird und vielleicht sogar von denselben Steinmetzen geschaffen wurde.

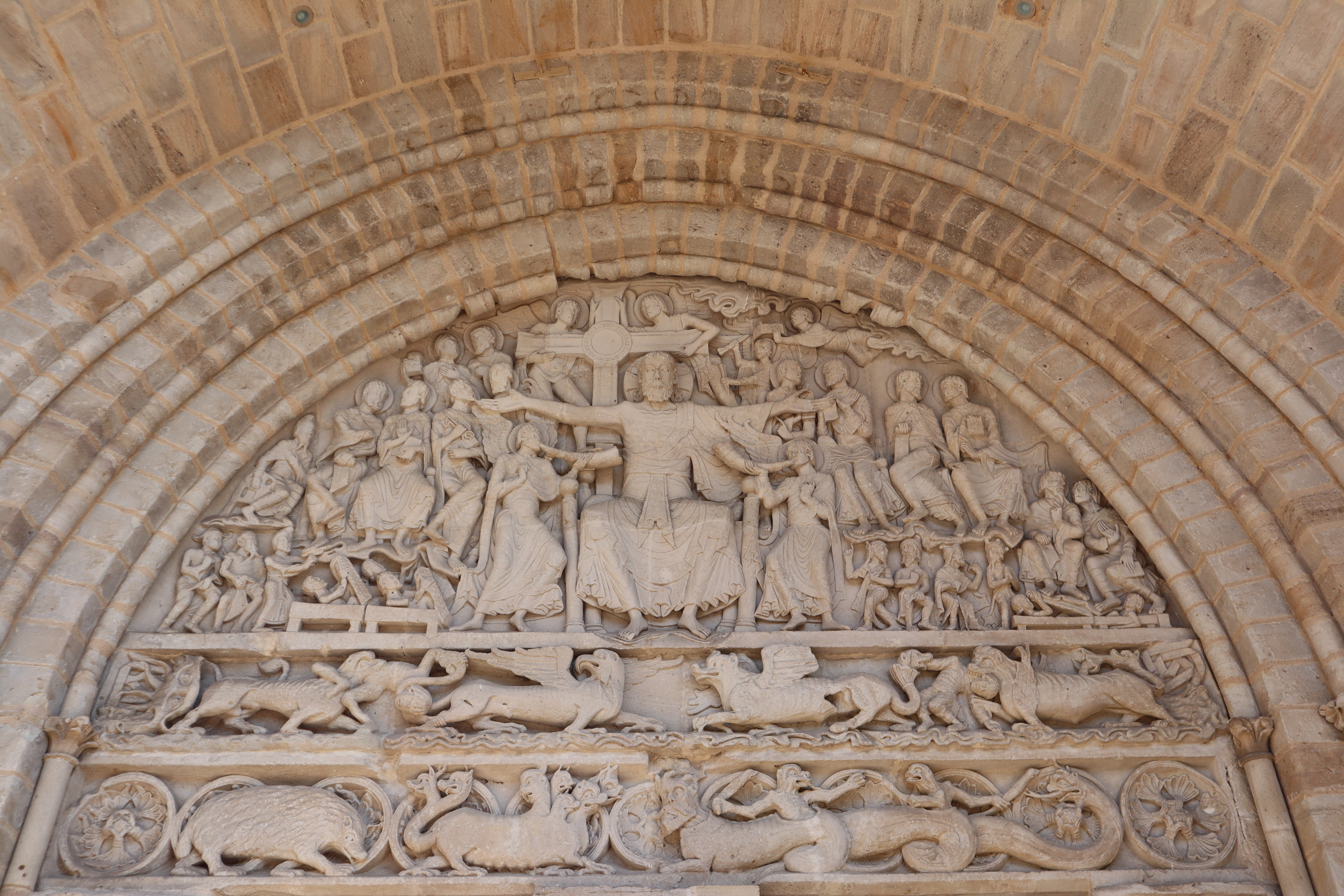
Abteikirche Saint-Pierre in Beaulieu – Tympanon und Türsturz

Das eigentliche Thema des Tympanons ist unklar: Auf den ersten Blick mag man es für eine der vielen Darstellungen des Jüngsten Gerichts halten, doch es fehlen sowohl der Erzengel Michael, der üblicherweise die Seelenwägung vornimmt, als auch die Trennung der Erlösten und der Verdammten. Alle Auferstandenen sind auf Christus hin orientiert, dem jegliche Attitüde eines Richters fehlt; stattdessen ist er auf einem Thron sitzend und mit ausgebreiteten Armen dargestellt, was gleichermaßen als Hinweis auf seinen Tod am Kreuz wie auf seinen allumfassenden, universalen Machtanspruch verstanden werden muss. Hinter ihm tragen Engel das Kreuz sowie andere Leidenswerkzeuge (Arma Christi) herbei; diese Dinge sind als Hinweise auf das Leiden und den Kreuzestod zu verstehen und verleihen Christus normalerweise die Autorität um sein Richteramt auszuüben. Hier jedoch scheint das Thema des Tympanons eher die Präsentation Christi als Majestas am Tag der Auferstehung zu sein – so nähert sich denn auch von oben ein Engel mit einer achteckigen Krone als weiterem Zeichen seiner königlichen Macht.
Die über 2 m hohe Christusfigur selbst ist – nach mittelalterlichem Bedeutungsmaßstab – die wichtigste Figur innerhalb der Gesamtszenerie und zeugt durchaus von anatomischen Kenntnissen bzw. Beobachtungen. Sie ist die einzige Figur in strenger Frontalansicht und die einzige Figur, die aus dem Tympanon in die Welt herausschaut bzw. in Blickkontakt mit dem Betrachter steht. Zu seinen Seiten blasen Engel die Fanfaren zur Auferstehung der Toten, die weiter unten ihren Sarkophagen entsteigen. Die auf wellenartigen Wolken ruhenden und meist gekreuzten Beine der zwölf Apostelgestalten links und rechts von Christus sind ein Charakteristikum der Tolosaner Bildhauerschule des 12. Jahrhunderts. Jeweils zwei Apostel sind aufeinander bezogen – so ergeben sich mehrere Kleingruppen innerhalb des äußerst lebendigen Gesamtbildes.

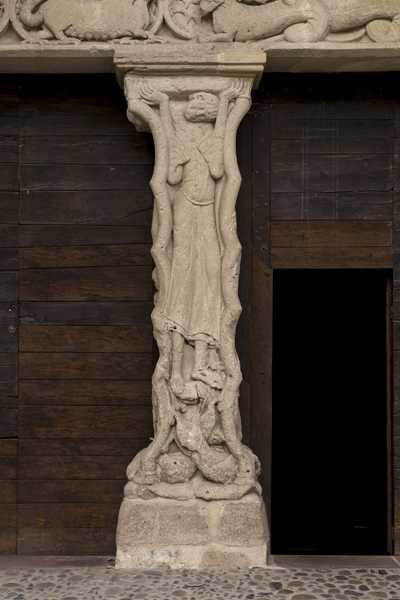
Atlant am Trumeaupfeiler

Der Türsturz (linteau) ist in zwei Streifen geteilt, im oberen erscheinen vier Chimären mit Hunde- bzw. Vogelköpfen, von denen die beiden äußeren dabei sind, den Verdammten höllische Qualen zuzufügen oder sie zu verschlingen. Unterstützt werden sie dabei von den beiden anderen Monstren, die ihre – zum Teil mit Köpfen versehenen – Schwänze in ähnlicher Weise gebrauchen. In der unteren Zone entrollen sich vor dem Hintergrund mehrerer Blattrosetten weitere Mischwesen, darunter ein siebenköpfiges Ungeheuer aus der Apokalypse und ein Schlangenwesen mit vier Köpfen. Alle Chimären sind nicht statisch, sondern in Bewegung dargestellt, was die Lebendigkeit der gesamten Szenerie unterstreicht. Der seitlich gezackte Trumeaupfeiler zeigt mehrere Atlantenfiguren, die auch als Sarazenen gedeutet werden.
Der Wulst der inneren Archivolte scheint mit Absicht an mehreren Stellen unterbrochen zu sein, denn Teile der Darstellungen im Tympanon ragen in diese Lücken hinein. Ansonsten sind die Archivolten – anders als im benachbarten Poitou oder in Nordfrankreich – ohne jegliches figürliches Dekor.
Die Gewändefiguren sind stark verwittert bzw. durch Pilger und andere menschliche Einflüsse beschädigt worden. Zusätzlich zu den Aposteln Petrus (links) und Paulus (rechts), der beiden Patrone Clunys, finden sich Daniel in der Löwengrube (links) und die Versuchung Christi (rechts).

### Chorhaupt
Das schön gestaffelte Chorhaupt mit seinen fünf gleich großen Kapellen endet in einem kleinen oktogonalen Vierungsturm, der jahrhundertelang als Glockenturm diente. Möglicherweise waren burgundische und/oder auvergnatische Vorbilder bei der Planung und Gestaltung der Chorpartie maßgeblich.

### Abteigebäude
Die ehemaligen Abteigebäude wurden in der Revolutionszeit abgerissen; die Steine wurden verkauft. Lediglich der 6-jochige Kapitelsaal aus dem 13. Jahrhundert, der den Mönchen zu Beratungen über weltliche Angelegenheiten (Verwendung der Finanzmittel, Einteilung der klösterlichen Arbeiten, Bau- und Ausbesserungsarbeiten etc.) diente, hat die Zeiten überdauert. Er zeigt ein Gewölbe aus unprofilierten Rippen, die – ohne zwischengeschaltete Kapitelle – aus den beiden gemauerten Säulen bzw. aus den Seitenwänden herauszuwachsen scheinen.